# Centre de traduction et de relations littéraires d'Azerbaïdjan
 (août 2017).
Si vous disposez d'ouvrages ou d'articles de référence ou si vous connaissez des sites web de qualité traitant du thème abordé ici, merci de compléter l'article en donnant les références utiles à sa vérifiabilité et en les liant à la section « Notes et références ».

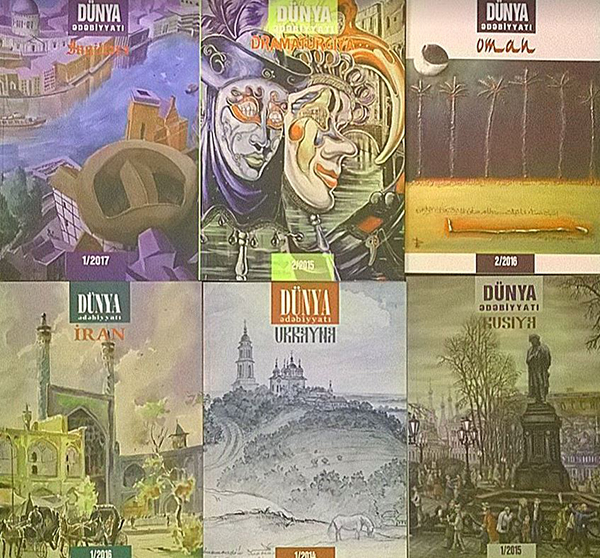
Divers éditions de la Revue de littérature

Le Centre de traduction et de relations littéraires d'Azerbaïdjan, exerçant ses activités auprès de l'Union des écrivains d'Azerbaïdjan a été fondé par décision du Conseil des ministres du 6 mars 1989.

## Historique
Le premier président du Centre était Aydin Mammadov. En 1991-2014, le Centre a été dirigé par l'écrivaine Afag Masud ; l'édition trimestrielle du centre - la revue Khazar a été publiée de 1989 à 2014.
À partir de 2014, le Centre pour la traduction et les relations littéraires a été dirigé par Salim Babullaoglu, poète, traducteur et essayiste.
Le Centre a publié environ 70 œuvres de traduction de 1991 à 2007.
Depuis 2014, la revue portant sur la littérature mondiale est l'édition du Centre de traduction et de relations littéraires. Le fondateur et le premier rédacteur en chef de la revue est Salim Babullaoglu et le rédacteur en chef actuel[Quand ?], Seyfaddin Huseynli, est un critique et traducteur littéraire.